# Sant Serni de Prats
Sant Serni de Prats és un monument del municipi de Prats i Sansor (Cerdanya) protegit com a bé cultural d'interès local. Edifici d'una sola nau amb volta de canó bastant llarga i molt alta. Té quatre capelles laterals, sent les dues del costat de l'altar fondes (4 o 5m). L'absis és semicircular. El baptisteri es troba entrant a mà dreta sota un arc de mig punt, on hi ha una pica baptismal del segle xiii. El cor està construït amb fusta, i per ell s'arriba al campanar, el qual es troba damunt de la porta i és d'espadanya bífida amb una sola campana. Sota l'escala del cor hi ha un arc de mig punt on hi havia una porta, actualment tapada.
Destaca la seva porta pels forjats amb què està feta, cobrint per complet ambdues parts d'aquesta. La fusta d'aquesta porta és nova. A l'exterior hi ha contraforts a ambdós costats. Església ben cuidada.